# Buetas
Buetas ist ein spanischer Ort in den Pyrenäen in der Provinz Huesca der Autonomen Gemeinschaft Aragonien. Buetas gehört zur Gemeinde La Fueva und hatte im Jahr 2015 28 Einwohner.

## Baudenkmäler
- Kapelle San José (Bien de Interés Cultural)

## Weblinks

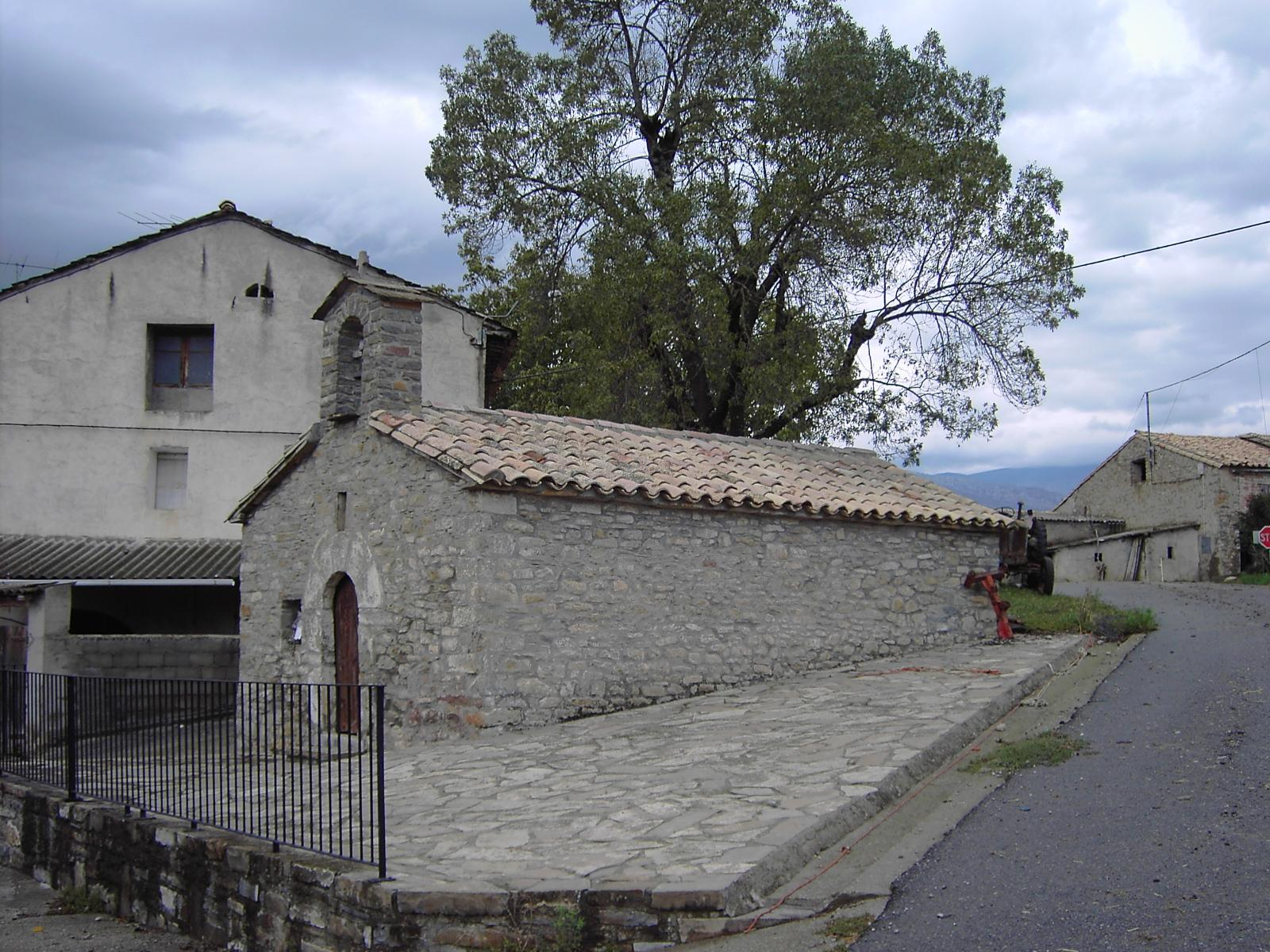
Kapelle San José